# Маковье (Минская область)
Маковье (бел. Ма́каўе) — деревня в Борисовском районе Минской области Беларуси. Входит в состав Мстижского сельсовета.

## История
В начале июня 1944 года окрестности деревни стали ареной кровопролитных боёв, гитлеровцы окружили и пытались уничтожить партизанские отряды.
У деревни — братская могила советских воинов, погибших в боях в Великую Отечественную войну, среди них — Герои Советского Союза Борис Галушкин и Фёдор Озмитель.